# Wittorf (Neumünster)
Wittorf ist ein 1938 eingemeindeter Stadtteil von Neumünster in Schleswig-Holstein. Vor der Eingemeindung war Wittorf ein Dorf an der südwestlichen Grenze von Amt und Kirchspiel Neumünster. Wittorf wurde 1141 erstmals urkundlich erwähnt.

## Geographie
Wittorf liegt im Südwesten von Neumünster auf der Sanderebene des holsteinischen Geestrückens (Holsteinische Vorgeest) im Bereich der sogenannten Neumünsterschen Schmelzwasserebene. Die Stör und Schwale am Nordrand durchfließen Wittorf in ihren Urstromtälern und vereinigen sich an der Nordwestgrenze des Stadtteils. Die Wührenbek mündet in Wittorf in die Stör.

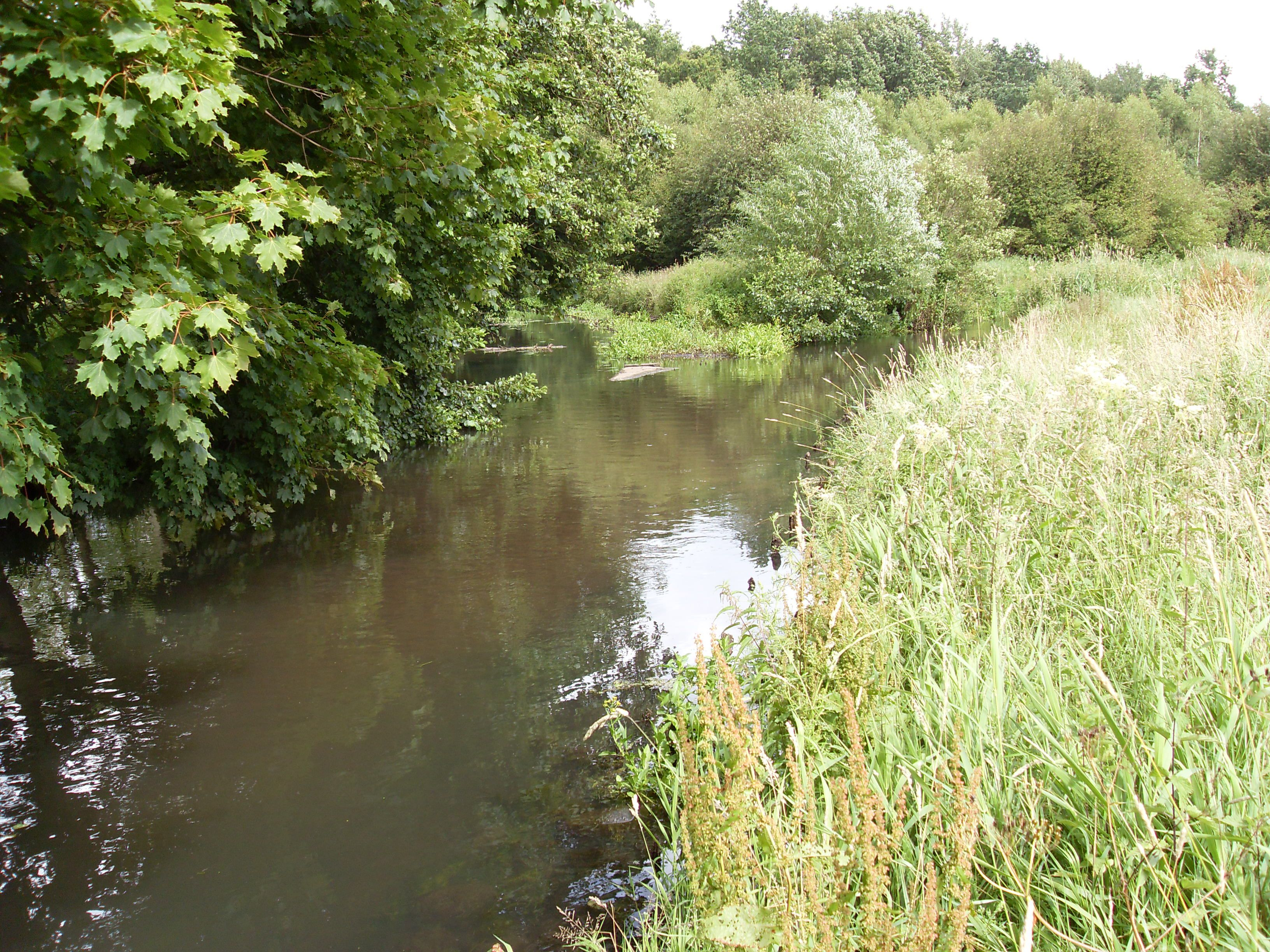
Mündung der Schwale (links) in die Stör (rechts)

Der Stadtteil wird begrenzt durch:
- die Boostedter Straße im Osten,
- die B 205 bzw. die Stadtgrenze im Süden,
- die Bahnstrecke Hamburg-Altona–Kiel im Nordwesten,
- die Bahnstrecke Neumünster–Bad Oldesloe im Nordosten.

Östlich des Ortskerns führt die Altona-Kieler Chaussee (die spätere Bundesstraße 4) Richtung Brokenlande/Altona/Hamburg. Zur Zeit des Baus der Straße (1830/32) war Altona die zweitgrößte Stadt des Dänischen Gesamtstaats. Im Stadtteilzentrum befindet sich der Park an der Reuthenkoppel.

## Geschichte

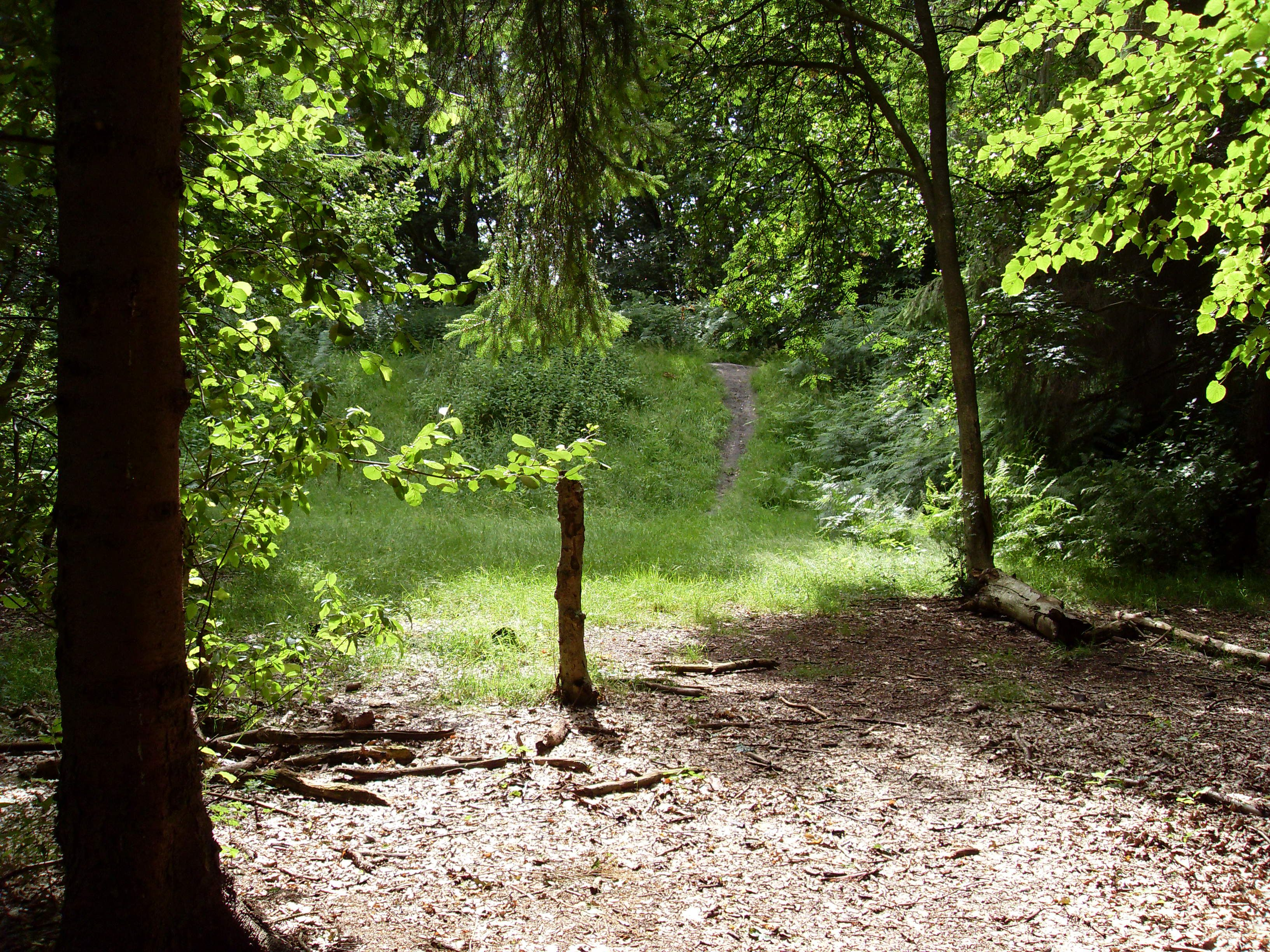
Burgwall der Wittorfer Burg

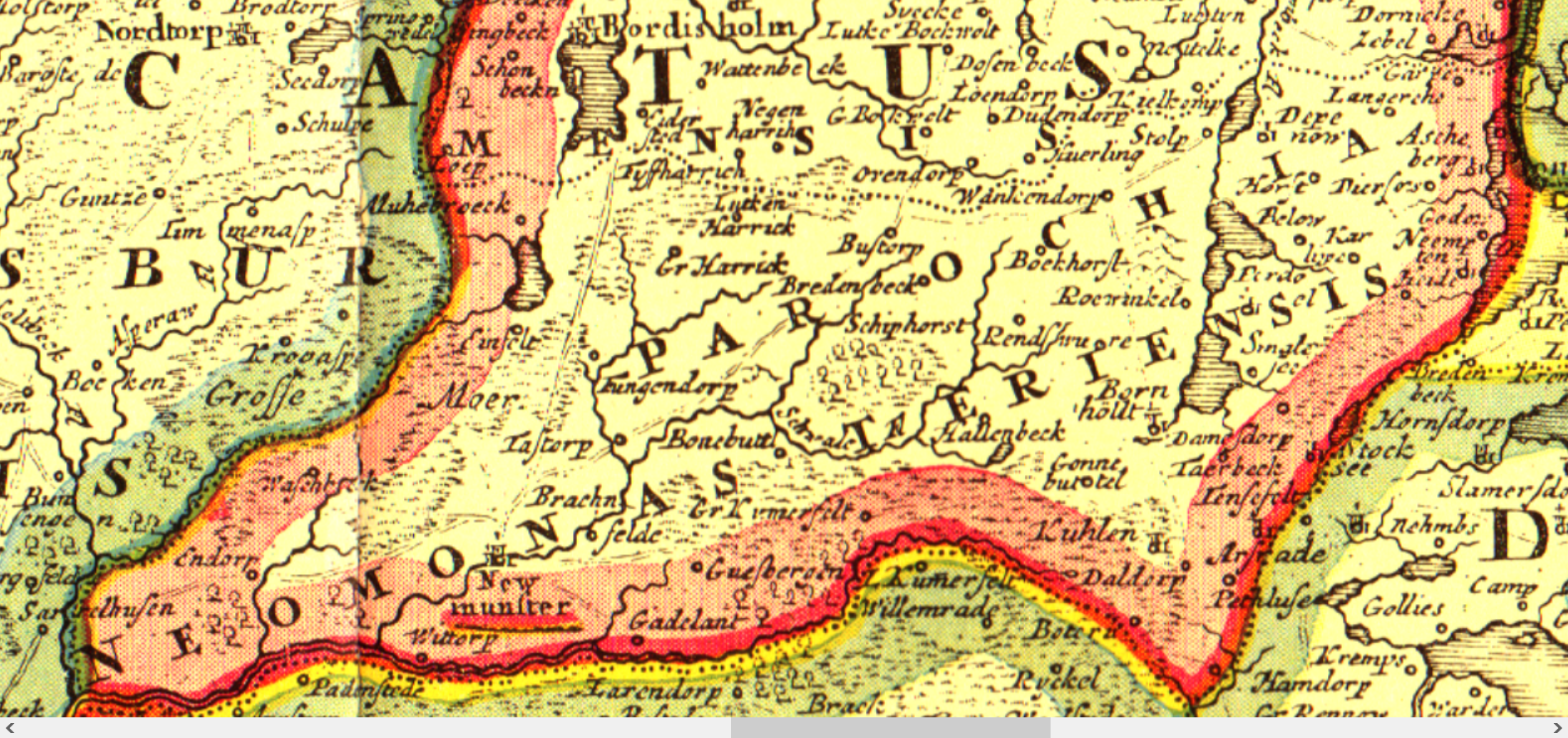
Lage Wittorfs am Südwestrand von Amt und Kirchspiel Neumünster (1712)

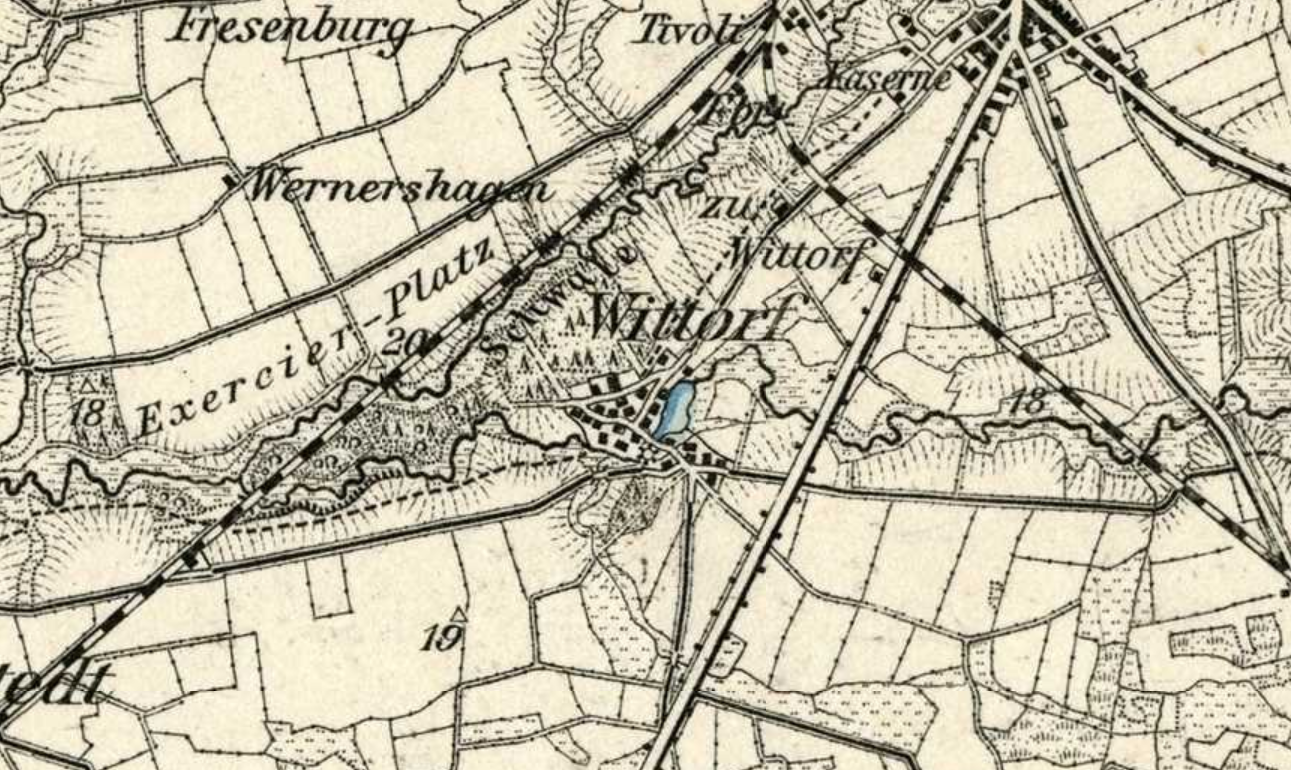
Wittorf ca. 1865 mit für die Mühle aufgestauter Stör

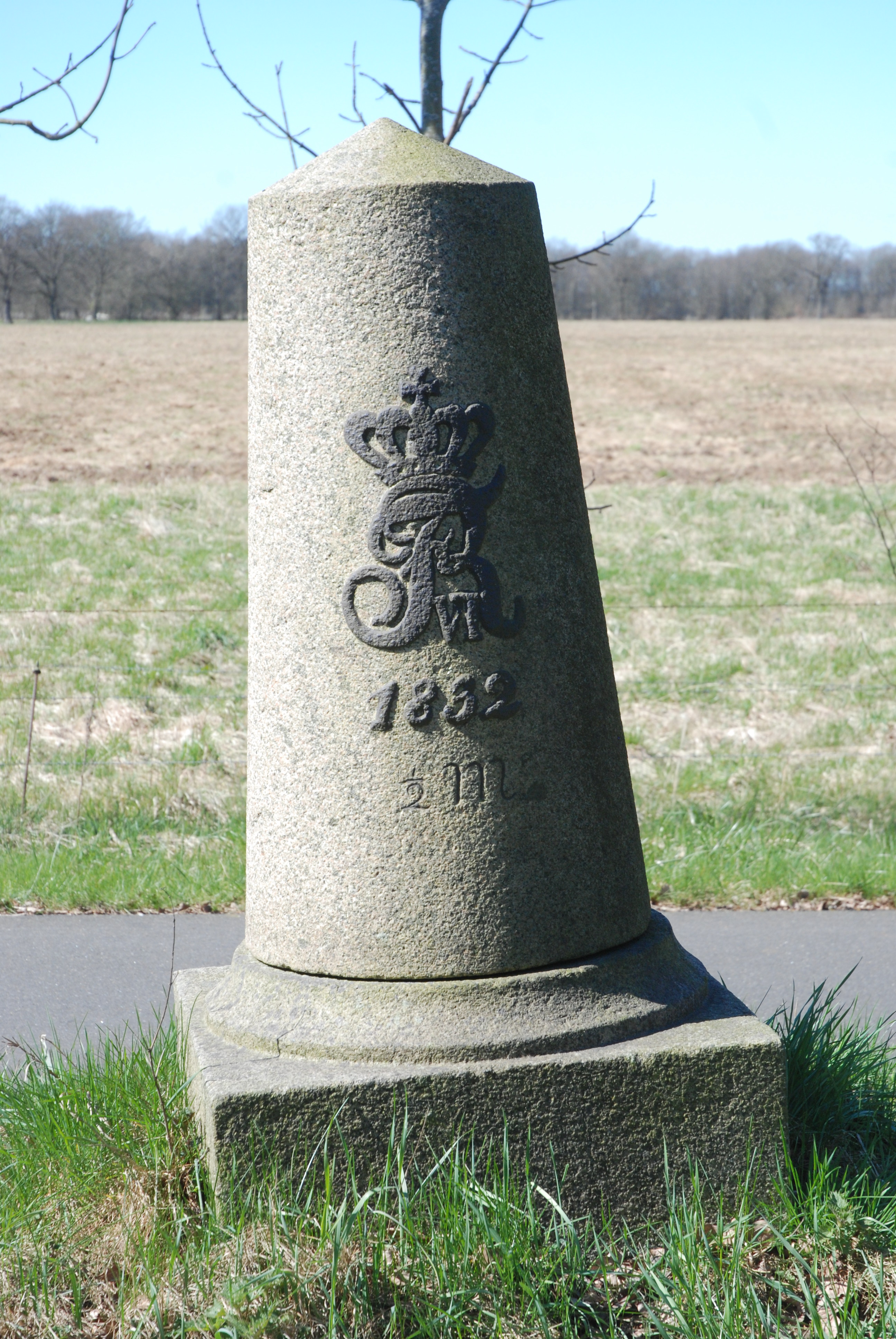
Meilenstein der Altona-Kieler Chaussee

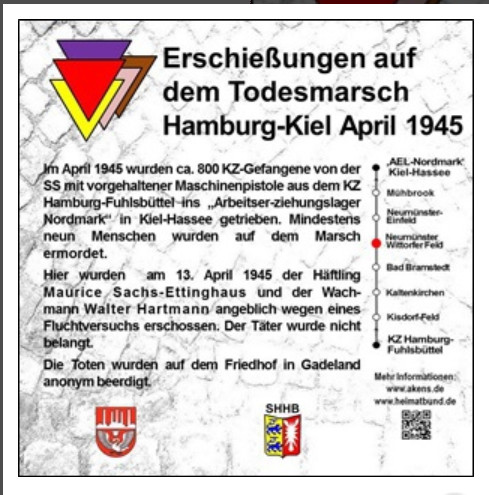
Erinnerung an Todesmarsch 1945

### Vorgeschichte
Im Wittorfer Gebiet gab es auf dem Neumünsteraner Sander mehrere bronzezeitliche Grabhügel (südlich der Schwale, südlich der Stör), wenngleich in niedrigerer Konzentration als in Gadeland oder Kummerfeld. Während der Eisenzeit wurden von 300-100 v. Chr. entlang von Schwale und Stör Vorkommen von Raseneisenerz intensiv ausgebeutet und mittels der Rennofen-Technologie verhüttet. Bereits Mitte der 1960er Jahre waren mindestens sieben eisenzeitliche Siedlungsreste in Nachbarschaft von Schlackenvorkommen in Wittorf bekannt. Zumindest für einen der Siedlungsreste ist belegt, dass es sich tatsächlich um eine Dauersiedlung gehandelt hat.

### Mittelalter
Für Wittorf wird angenommen, dass es sich wie bei vielen Dörfern im alten Kirchspiel Neumünster um eine altsächsische Gründung mit einer urtümlichen und nicht geplanten Flurform handelt. Auf der Line der heutigen Lindenstraße befand sich möglicherweise in sächsischer Zeit ein Fluchtweg für Einwohner des Kleinfleckens im Neumünsteraner Zentrum gegen aus Osten heranrückende Slawen. Wittorfs Siedlungskern liegt unmittelbar nordwestlich des Übergangs über die hier nach Südwesten fließende Stör. Vom Siedlungskern geht es einmal über die Burgstraße direkt weiter zur gut gesicherten Wittorfer Burg. Zum anderen liegt weniger als 200 Meter südöstlich des Störübergangs der südliche Störuferweg. Dessen Verlängerung verband Gadeland über Wittorf mit Padenstedt und Willenscharen die Stör flussabwärts.
Die Wittorfer Burg liegt im Nordwesten des Stadtteils direkt stromaufwärts des Zusammenflusses von Stör und Schwale zwischen beiden Gewässern. Die Wittorfer Burg war eine wichtige mittelalterliche Verteidigungsanlage der Sachsen gegen die slawischen Wenden im Zuge des Limes Saxoniae.
Unmittelbar nordwestlich der Wittorfer Burg liegt an Nordufer (heutiger Stadtteil Faldera) der Stör das Grabungsschutzgebiet Grotenkamp. Es handelt sich um eine bedeutende Fundstelle einer sächsischen Siedlung, die vom ausgehenden achten Jahrhundert bis etwa 940 bewohnt war.
Aus dem Jahr 1141 stammt eine Urkunde, nach der das Kloster Neumünster vom Erzbischof Adalbero von Bremen die Zehnten aus Wittorf erhalten sollte. Dies ist die erste urkundliche Erwähnung Wittorfs. Sibbern von Stelle übertrug dem Kloster um 1200 mehrere Wittorfer Bauernstellen.

### 16.–19. Jahrhundert
In Wittorf betrieb Albrecht Schmidt 1606 eine 1556 erbaute (Papier-) Mühle. 1620 ließ Friedrich III., Herzog von Schleswig-Holstein-Gottorf, eine Walkmühle für die Neumünsteraner Tuchmacher erbauen. Die Stör war durch ein Wehr für die Wittorfer Mühle aufgestaut. Die Mühlenstraße im Ortskern, die die Stör überquert, erinnert noch heute an den ehemaligen Standort der Mühle. Die Walkmühle wurde an die Tuchmacher verpachtet. Neben der Walkmühle gab es eine Kornmühle; die Walkmühle wurde nach 1843 zu einer Ölmühle umgebaut. Noch am Ende des 19. Jahrhunderts stiegen bis zum Wehr der Mühle Lachse die Stör hinauf.
Von 1606 bis mindestens 1841 (Johannes von Schröder) ist bezeugt, dass es in Wittorf sieben landwirtschaftliche Vollbetriebe gab. Vier Höfe gehörten als freies Eigentum Bondenhufnern. Zwei Höfe wurden als Bordesholmer Festhufen, einer als Wittorfer Festhufe bezeichnet. Festhufen standen in einer Art Erbpacht. Die Anzahl der Kätner stieg von eins bis 1737 auf vier. Die Anzahl der Einwohner vermehrte sich von 36 (1610) auf 68. Grundherren der Bordesholmer Festhufen was das Kloster Bordesholm, der Wittorfer Festhufe die herrschaftliche Familie Wittorp.
Von 1786 bis 1795 fand eine Landvermessung und die Aufteilung des dörflichen Gemeinschaftseigentums an Land sowie eine neue Steuerfestsetzung statt (siehe: Verkoppelung). Die Ackerfläche lag insgesamt bei etwa 100 Hektar (5 9/16 Pflug) bei einer Gesamtfläche von knapp 530 ha (966 Steuertonnen). 1845 gingen 40 Kinder zur Schule bei 172 Einwohnern.
Wittorf gehörte im 17. und 18. Jahrhundert zum Amt Neumünster und Kirchspiel Neumünster. Nachdem Schleswig-Holstein 1866 preußische Provinz geworden war, war Wittorf zusammen mit dem restlichen Amt Neumünster ab 1867 Teil des Kreises Bordesholm im Regierungsbezirk Schleswig. Standesamt und Amtsgericht waren in Neumünster; das militärisch zuständige Bezirkskommando in Kiel.
Um 1770 konzentrierte sich die Bebauung beiderseits der Mühlenstraße von der Störbrücke in Richtung Südosten und auf das Gebiet zwischen Mühlenstraße und Padenstedter Landstraße. Hier lagen alle Hufen und Katen. Bis 1880 erweiterte sich die Bebauung insbesondere nördlich und nordwestlich der Störbrücke an der Mühlenstraße; die heutige Burgstraße und die Burggartenstraße entstanden.

### 20. Jahrhundert
Die 1912 erschienene Ausgabe von Meyers Orts- und Verkehrslexikon gibt für Wittorf 863 Einwohner sowie eine Lederfabrik, eine Molkerei und eine Mühle an. Als 1932 der Kreis Bordesholm aufgelöst wurde, kam Wittorf kurzzeitig zum Kreis Segeberg bevor es 1938 nach Neumünster eingemeindet wurde.
Von 1880 bis etwa zur Eingemeindung 1938 erweiterte sich die Bebauung Wittorfs erheblich. Tannenweg und Kiefernweg entstanden von der Burggartenstraße aus nach Nordwesten in einem Nadelwald (Wittorfer Tannen) in Richtung Schwale. An Lindenstraße, Grünen Weg, Altonaer Straße, Wiesenstraße, Ochsenweg, Würenbeksweg und Padenstedter Landstraße sowie zwischen Krokamp und Gadelander Straße setzte intensive Bebauung ein. Die Industriebebauung an der Wrangelstraße hatte sich bis auf Wittorfer Gebiet ausgeweitet.
Auf einem Todesmarsch Ende April 1945 vom Gelände der heutigen Justizvollzugsanstalt Fuhlsbüttel nach Kiel erschoss die SS in Wittorfer Feld den Fuhlsbütteler Justiz-Wachtmeister Hartmann und den französischen Juden Maurice Sachs. 2017 wurde eine Gedenktafel angebracht.

## Wirtschaft

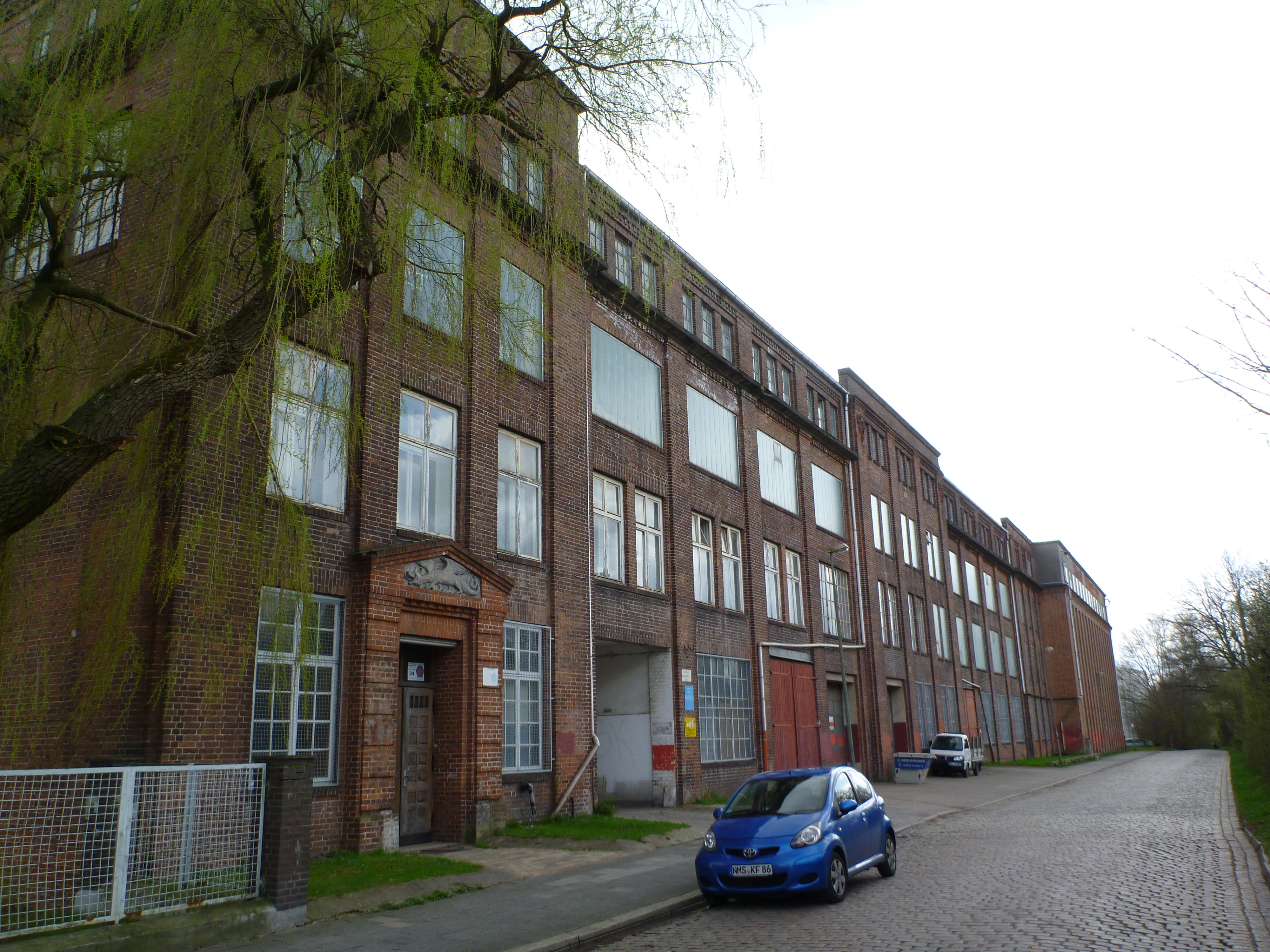
Ehemaliges Werksgelände von Adler & Oppenheimer an der Wrangelstraße

### Traditionsbetriebe

#### Gaststätten
Das älteste bekannte Gasthaus in Wittorf war das Gasthaus Buroh – auch Pannkooken, Gasthaus zur Linde – in Wittorfeld. Es diente bereits vor Bau der Altona-Kieler Chaussee der Verpflegung auf dem Postweg nach Hamburg. Das Gasthaus wurde 1959 geschlossen. Um die Jahrhundertwende bestand an der Burgstraße die Saalwirtschaft Burggarten. 1922 wurde die Wirtschaft aufgegeben und an die Lederwerke Adler & Oppenheimer verkauft, die dort Wohnungen einrichtete. Heute liegt das stark umgebaute Gebäude an der nach der Saalwirtschaft benannten Burggartenstraße. 1922 eröffnete am Weg nach der Wittorfer Burg das Ausflugslokal Waldburg. Das Etablissement gehörte bis zur Schließung 1968 dem ur- und frühgeschichtlich interessierten Heimatforscher Karl-Heinz Horstmann.
Zwischen 1899 und 1903 erbaute der Gastwirt Adolf Bracker an der Mühlenstraße kurz vor der Störbrücke einen Landgasthof. 1935 ging der Gasthof an Gustav Hamann. Unter dem Namen Hamann's Gasthof war der mit Großem Saal, Kegelbahn und Festwiese ausgestattete Betrieb bis 2007 ein Zentrum des geselligen und kulturellen Lebens in Wittorf. Das Gebäude wurde 2010 zu Gunsten des Wohnungsbaus abgerissen.

#### Industrie
Die ehemalige Lederfabrik Emil Köster, ab 1920 Adler & Oppenheimer AG, ab 1942 Norddeutsche Lederwerke – lag zumindest teilweise auf Wittorfer Gebiet an der Wrangelstraße. Bereits vor Eingemeindung nach Neumünster besaß Wittorf damit einen großen Industriebetrieb.

### Aktuell
Zwischen der Wrangelstraße und der Lindenstraße entstand das Gewerbegebiet Fehmarnstraße. Größere Einzelhandelsflächen schließen sich im Bereich des Grünen Wegs und der Altonaer Straße an.
Einrichtungen der Nahversorgung finden sich hauptsächlich in der Nähe des historischen Dorfkerns (Lindenstraße, Mühlenstraße, Padenstedter Landstraße).
Im südlichen Randgebiet des Stadtteils wurde seit den 1970er Jahren das mehrfach erweiterte Industriegebiet Süd geschaffen. Hier befinden sich beispielsweise eines von 22 Frachtpostzentren der Deutsche Post AG sowie ein Werk der ehemaligen Sauer Getriebe heute Sauer-Danfoss. Am 20. September 2012 öffnete das McArthurGlen Designer Outlet Neumünster (DOC).
In der Nähe des Industriegebiets Süd befindet sich westlich der Altonaer Straße das Wertstoffzentrum der Stadtwerke Neumünster.

## Bildung und Kultur
Zentrale Bildungseinrichtung war lange Jahre die Grund- und Hauptschule Wittorf in der Lindenstraße 1. Der Hauptschulteil wurde 2012/13 aufgelöst (jetzt: Grundschule Wittorf). Die markante Plastik eines Einhorns wurde von Georg Fuhg gestaltet.
1904 wurde der Gesangverein Einigkeit gegründet. Der Verein heißt heute Chor Einigkeit Wittorf – Gesangverein von 1904 e.V. Ab 1948 wurde im Rahmen des Gesangvereins Einigkeit in Wittorf Karneval gefeiert. Seit 1993 ist die Karnevalsabteilung als Karnevals-Gesellschaft Wittorf e.V. selbstständig. An der Burgstraße liegt die Kleingartenanlage Waldburg e.V. Sie trägt den Namen des früher in der Nähe befindlichen Ausflugslokals. 

## Sport
In Wittorf ist der 1912 gegründete Sportverein Blau-Weiss Wittorf Neumünster ansässig. Mannschaften des Vereins waren in den 1980er Jahren Landesmeister im Handball.
Die Handballabteilung spielt heute zusammen mit der Freien Turnerschaft Neumünster (FTN) in der Spielgemeinschaft Blau-Weiss-Wittorf/FTN (SG Wift, deren erste Herrenmannschaft in der Oberliga Hamburg – Schleswig-Holstein spielt). Blau-Weiss-Wittorf ist hauptsächlich durch die Badmintonabteilung bekannt, welche in der 1. Bundesliga spielt.
Des Weiteren gibt es den Tennisclub TC NMS-Wittorf.

## Kirchengemeinde
Seit 1966 besteht die Ev.-Luth. Johanneskirchengemeinde Neumünster in Wittorf. Zu ihr gehören auch die evangelischen Christen aus Padenstedt-Kamp. Die Johanneskirchengemeinde ist Teil des Ev.-Luth. Kirchenkreises Altholstein und damit der Nordelbischen Ev.-Luth. Kirche. Es besteht eine regionale Zusammenarbeit mit den Gemeinden Vicelin aus Neumünster sowie Großenaspe und Boostedt.
Neben den Sportangeboten bieten das Jugendfreizeitheim Wittorf und die Kirchengemeinde mit der allgemeinen Kinder- und Jugendarbeit sowie der Pfadfinderarbeit Aktionen für Kinder und Jugendliche an.

## Persönlichkeiten
- Walter Richard Gerlich, langjähriger Vorsitzender der Interessengemeinschaft Wittorf
- Torsten Haß, in Wittorf aufgewachsener Schriftsteller[24]
- Angelina Kirsch, in Wittorf aufgewachsenes Model
- Franz Rohwer, in Wittorf als Firmenbetreiber tätiger späterer CDU-Politiker

## Sonstiges
Der Familienname Wittorf ist in der Umgebung Neumünsters sowie bis nach Hamburg, Lübeck, Kiel, Husum und Flensburg verbreitet. Es handelt sich dabei um einen der häufigeren Herkunftsnamen, der oft von Familien getragen wird, deren Vorfahren aus Wittorf stammten.